# داني ميلر
داني ميلر (بالإنجليزية: Danny Miller)‏ (و. 1991 – م) هو ممثل، من المملكة المتحدة، ولد في ستوكبورت.

## وصلات خارجية
- داني ميلر على موقع IMDb (الإنجليزية)
- داني ميلر على موقع قاعدة بيانات الفيلم (الإنجليزية)
- داني ميلر على موقع كينوبويسك (الروسية)